# Bobby Cassevah
Robert Alan Cassevah, né le 11 septembre 1985 à Jacksonville (Floride) aux États-Unis, est un lanceur de relève droitier de baseball. Il évolue en Ligue majeure avec les Angels de Los Angeles d'Anaheim entre 2010 et 2012.

## Carrière
Après des études secondaires à la Pace High School de Pace (Floride) où il est brillant en baseball comme lanceur et au football américain comme quarterback, Bobby Cassevah est drafté le 7 juin 2004 par les Angels de Los Angeles au 34e tour de sélection. Il signe son premier contrat professionnel le 3 août 2004, repoussant une occasion de devenir le quarterback des LSU Tigers en NCAA.
Il passe cinq saisons en Ligues mineures au sein de l'organisation des Angels, en portant successivement les couleurs des AZL Angels (2005, Rk), des Orem Owls (2006-2007, Rk), des Cedar Rapids Kernels (2007, A), des Rancho Cucamonga Quakes (2008, A+) et des Arkansas Travelers (AA, 2009). Du 7 septembre 2006 au 1er août 2008, il enchaine 57 matchs (97 manches lancées) sans concéder de coup de circuit. À la mi-saison 2009, il est sélectionné l'équipe des étoiles de la Texas League.
Il est transféré le 10 décembre 2009 chez les Athletics d'Oakland, via la draft de rule 5. Il en coute 50 000 dollars aux Athletics pour ce transfert. Cassevah signe un contrat d'un an avec les Athletics pour 400 000 dollars le 8 janvier 2010, mais retourne chez les Angels dès le 15 mars 2010 pour une indemnité de transfert de 25 000 dollars.
Cassevah fait ses débuts en Ligue majeure comme releveur avec les Angels le 9 avril 2010 en lançant deux manches et un tiers sans accorder de point aux Athletics d'Oakland. Il passe principalement la saison 2010 en Triple-A avec les Salt Lake Bees où il joue 45 matchs, soit 59 manches lancées pour 38 retraits sur des prises et une moyenne de points mérités de 4,27. Il remporte sa première victoire dans les majeures le 29 septembre 2010 sur les A's d'Oakland. Il maintient une moyenne de points mérités de 3,15 en 20 manches lancées lors de 16 sorties pour les Angels en 2010.
En 2011, il lance en relève dans 30 matchs des Angels et conserve une moyenne de points mérités de seulement 2,72 en 39 manches et deux tiers lancées, avec une victoire et une défaite. Il ne fait que quatre apparitions au monticule, lançant cinq manches, pour les Angels en 2012. En mars 2013, il rejoint les Rockies du Colorado.

## Statistiques
| Saison | Équipe    | G  | GS | CG | SHO | V | D | SV | IP   | SO | ERA  |
| ------ | --------- | -- | -- | -- | --- | - | - | -- | ---- | -- | ---- |
| 2010   | LA Angels | 16 | 0  | 0  | 0   | 1 | 2 | 0  | 20.0 | 8  | 3,15 |
| Totaux | Totaux    | 16 | 0  | 0  | 0   | 1 | 2 | 0  | 20.0 | 8  | 3,15 |

Note : G = Matches joués ; GS = Matches comme lanceur partant ; CG = Matches complets ; SHO = Blanchissages ; 
V = Victoires ; D = Défaites ; SV = Sauvetages ; IP = Manches lancées ; SO = Retraits sur des prises ; ERA = Moyenne de points mérités.